# Surbiton
Surbiton è un quartiere situato nel Borgo reale di Kingston upon Thames, a Londra. Si trova 18 km a sud-ovest di Charing Cross.
Fa parte della contea del Surrey, ma per motivi amministrativi è stato accorpato nella Grande Londra dal 1965, in seguito al London Government Act del 1963.

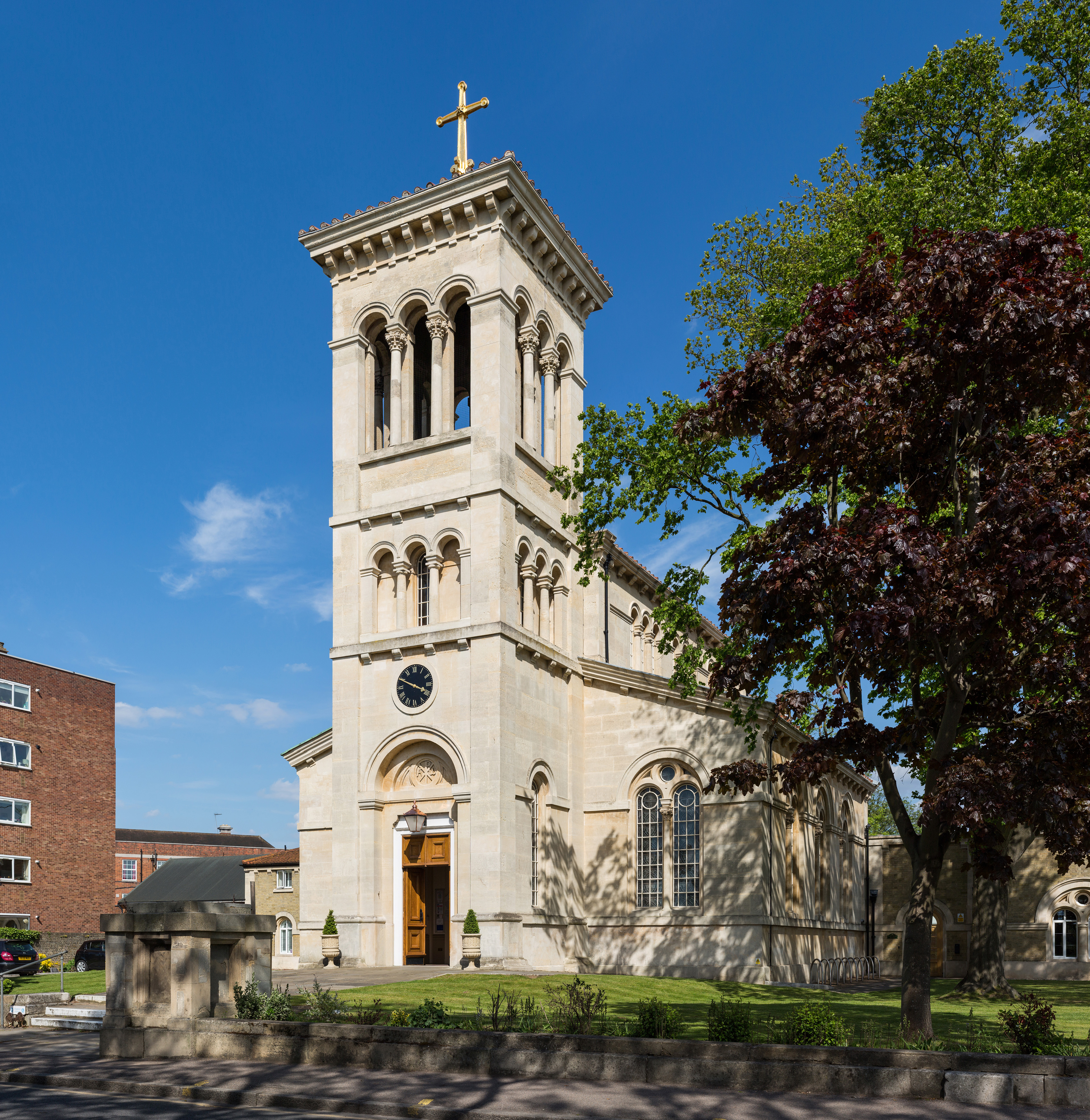
Chiesa di San Raffaele situata a Surbiton risalente a metà 1800

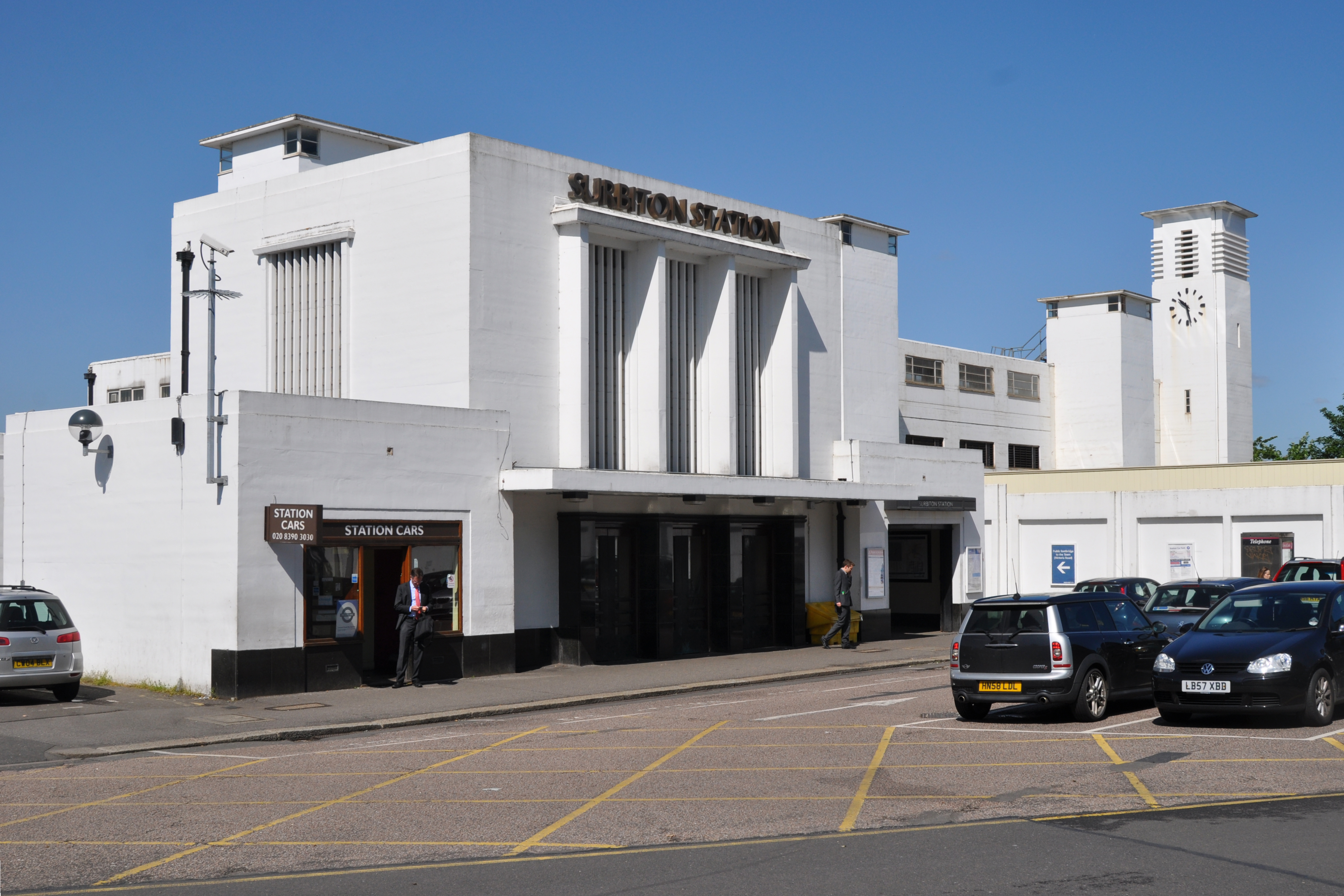
Stazione di Surbiton

Chiamata originariamente come Kingston-upon-Railway durante la rivoluzione industriale, con una popolazione di 45 132 nel 2016, rappresenta circa il 25% della popolazione totale del Borgo reale di Kingston upon Thames. Surbiton si estende su un'area di 7,18 km^2.